# Zlatý potok (Oder, Odry)
Der Zlatý potok (deutsch Ziebbach) ist ein linker Nebenfluss der Oder im Okres Nový Jičín, Tschechien. Er ist von dem nur zweieinhalb Kilometer entfernten Zlatý potok (Goldgrubenbächlein), der bei Mankovice (Mankendorf) in die Oder mündet, zu unterscheiden.

## Verlauf
Der Zlatý potok entspringt hinter dem Široký les (Breiter Wald) auf dem Fulnek-Pohorscher Plateau (Pohořské vrchy) im Niederen Gesenke. Seine Quelle liegt ca. einen Kilometer westlich des Ortsteils Jestřabí (Jastersdorf) der Stadt Fulnek auf dessen Gemarkung.
Auf seinen ersten 650 m fließt der Bach mit westlicher Richtung durch ein Waldgebiet. Beim ehemaligen Gasthaus „Pochhütte“" (Na Bochetě) wendet sich der Zlatý potok am Vinohrady (Weinberg) nach Südwesten. Rechtsseitig des Baches erstreckt sich anschließend am Fuße des Vladař (Taschenberg bzw. Wladarsch, 467 m n.m.) entlang der Staatsstraße II/647 von Odry nach Fulnek die Kolonie Hvězdová (Sternfeld); die linke, steilere Talseite ist dort bewaldet (Široký les). Bachabwärts schließt danach links die Odrauer Viehweide (Obecní pastvina) an.
Linksseitig des Unterlaufs erstreckt sich die Odrauer Vorstadt Skřivánčí (Lerchenfeld), wo der Bach von der Bahnstrecke Suchdol nad Odrou–Budišov nad Budišovkou überbrückt wird. Nach ca. 4,4 km mündet der Zlatý potok an der Viehweidbrücke zwischen Skřivánčí und Odry in die Oder.

## Geschichte
Die Zieb lag seit dem Mittelalter im Grenzgebiet zwischen den schlesischen Herrschaften Odrau und Fulnek. Die Einlegung beider Herrschaften in der mährischen Landtafel löste 1480 einen Grenzstreit aus, der 1493 durch eine neue Grenzziehung zwischen dem Herzogtum Troppau und dem Markgraftum Mähren beigelegt wurde. Odrau verblieb bei Schlesien, Fulnek kam zu Mähren. Während das Pohorscher Plateau (Pohořské vrchy) zum Fulneker Gebiet zählte, gehörte das vom Ziebbach durchflossene Tal zu Odrau. Nachdem Johann Skrbenský von Hřistě 1586 die Herrschaft Fulnek erworben hatte, beanspruchte er auch den unterhalb des Plateaus in der Zieb befindlichen Wald Zirwenberg (Široký les). Seine Ansprüche wurden durch den Besitzer der Herrschaft Odrau, Johann Bohusch von Zwole, zurückgewiesen, so dass die Streitigkeit 1594 vor dem Landrecht anhängig wurde. Als Skrbenský 1597 verstarb, gab es noch keine Ansätze einer Einigung. Seine Bevollmächtigten drängten auf Wiederaufnahme des eingeschlafenen Verfahrens. Die 1599 von den mährischen Ständen wiedereinberufene  und neubesetzte Kommission brachte ebenfalls keine Einigung zustande. Später wurde der Breite Wald der Herrschaft Fulnek zugeordnet. Damit bildete der größte Teil des Oberlaufes und der Mittellauf des Ziebbaches die Grenze zwischen Schlesien und Mähren, der Unterlauf des Baches lag auf schlesischem Gebiet.
1760 ließ der Besitzer der Herrschaft Odrau Friedrich Carl Johann Amadeus Graf Lichnowsky auf der schlesischen Seite der Zieb an der Fulneker Straße das Wirtshaus „Zum Weißen Stern“ errichten. Am 7. Juli 1762 kam es während des Siebenjährigen Krieges kam es in der Zieb zu einem Gefecht zwischen preußischen und kaiserlichen Truppen.
1770 verkaufte Lichnowsky das später unter dem Namen „Pochhütte“ bekannt gewordenen Wirtshaus „Zum Weißen Stern“ und gründete unterhalb davon die Kolonie Sternfeld. Die Stadt Odrau parzellierte 1797 gegenüber der über die Oder führenden Viehweidbrücke zwei Gemeindeäcker am Ziebbach und gründete dort die Vorstadt Lerchenfeld. Oberhalb davon befand sich die herrschaftliche Ziegelei. Der Besitzer der „Pochhütte“ ließ nach dem Ersten Weltkrieg das Wirtshaus erweitern und am Ziebbach einen Teich aufstauen, der heute nicht mehr vorhanden ist.

## Etymologie
Der deutsche Name des Baches als auch des Ackerriedes Zieb leitete sich von dem von ihm durchflossenen Grund her. Der Breite Wald (Široký les) wurde zum Ende des 16. Jahrhunderts in dem Grenzstreit als Zirwenberg genannt. In den Forstkarten der Grundherrschaft Fulnek wurde der Wald noch zu Beginn des 20. Jahrhunderts als Breite Zief bezeichnet, ansonsten war damals schon der Name Breiter Wald gebräuchlich.
Der heutige Name Zlatý potok wurde nach dem Zweiten Weltkrieg eingeführt. Er nimmt vermutlich Bezug auf den alten Bergbau am Pohorscher Plateau, dessen Schwerpunkt jedoch am anderen Zlatý potok (Goldgrubenbächlein) lag.

## Zuflüsse
- Vladař (r), Skřivánčí